# Oude Langendijk 25
De Oude Langendijk 25 in de Nederlandse stad Delft is een rijksmonument gelegen op de hoek van de Molenpoort, thans de Jozefstraat. Het pand werd in haar beginjaren Trapmolen genoemd, een verwijzing  naar de rosmolen die er indertijd op de binnenplaats werkte. Dit pand was mogelijk het huis van Johannes Vermeer.

## Beschrijving

### Locatie
Oude Langendijk 25 ligt in het historische hart van Delft. Het ligt nabij de Maria van Jessekerk. Deze buurt, in het verleden de Paapse hoek genoemd, behuisde in de 17e eeuw een rijke katholieke gemeenschap in een overwegend calvinistische stad.

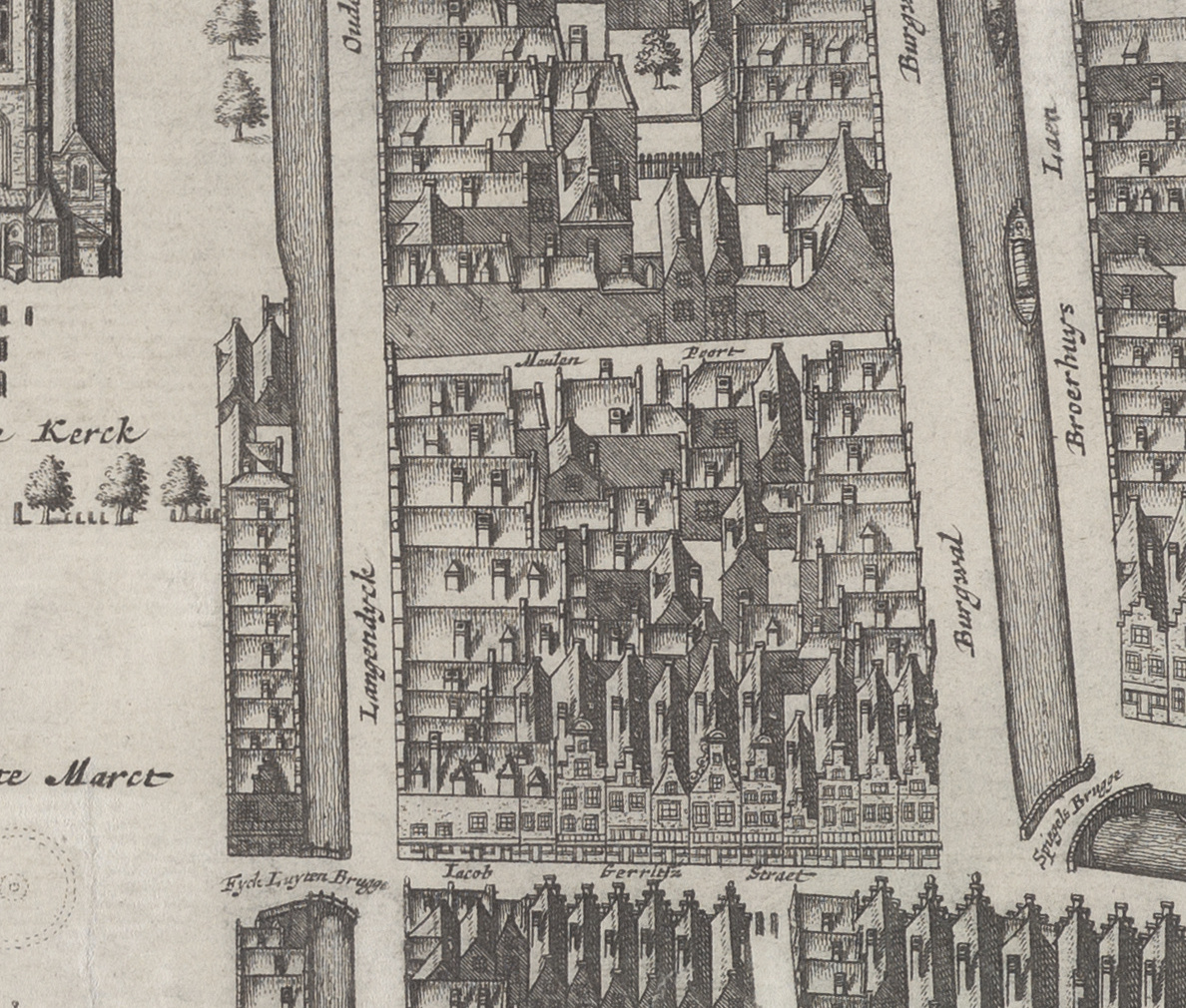
De hoek van Langendijk en Molenpoort in 1703

Het pand bevindt zich op de hoek van de Molenpoort, een doorgang die in vroegere tijden toegang gaf tot stallen en een rosmolen, ook wel  een trapmolen genoemd, achter het huis. Tegenover Oude Langendijk 25 stond de herberg Het Serpent. Het Serpent werd later afgebroken om plaats te maken voor de uitbreiding van een jezuïtische schuilkerk, gewijd aan Sint-Jozef. Thans is dat de hiervoor genoemde Maria van Jessekerk.

### Het pand
Oude Langendijk 25 was ooit een bescheiden pand met een klokgevel, bekend onder de naam "de Trapmolen." Het gebouw had oorspronkelijk twee stookplaatsen en werd aan de achterzijde verbonden met stallen, een molen en een pakhuis. Het pand gaf toegang tot de Molenpoort, een brede poort die dienst deed als doorgang naar de genoemde bijgebouwen.
Eind 17e eeuw had het een voorgevelbreedte van minder dan 7 meter. De diepte van het gebouw bedroeg ongeveer 17 meter, waardoor het een compacter gebouw was dan het tegenovergelegen Serpent. De omvang van het pand heeft in de loop van de tijd afgenomen als gevolg van renovaties en aanpassingen. Thans houdt de 18e-eeuwse gevel van het pand het midden van die van een tuit- en een klokgevel. Het bevat 19e-eeuwse empire-ramen. Het interieur bevat 18e-eeuwse betimmeringen.

## Geschiedenis
Oude Langendijk 25 was oorspronkelijk een molenaarswoning en behoorde in de 16e eeuw tot het bedrijf van molenaar Willem Jacobsz. Vanwege de rosmolen die er op de binnenplaats werkte werd het ook wel de Trapmolen genoemd. Later werd het overgenomen door Jacob Jacobszoon van Haestrecht en vervolgens door Steven Rijcken. In de 17e eeuw, omstreeks 1630, verloor het huis zijn functie als molen en werd het een woonhuis. In 1631 werd het pand samen met Het Serpent aangekocht door advocaat Tijmen Slingerland, die namens de Katholieke Kerk onroerend goed beheerde. Het huis werd verhuurd aan verschillende katholieke bewoners, waaronder mogelijk Maria Thins en haar schoonzoon Johannes Vermeer die er, indien zo, sinds 1660 tot aan Vermeers dood gewoond zou hebben.

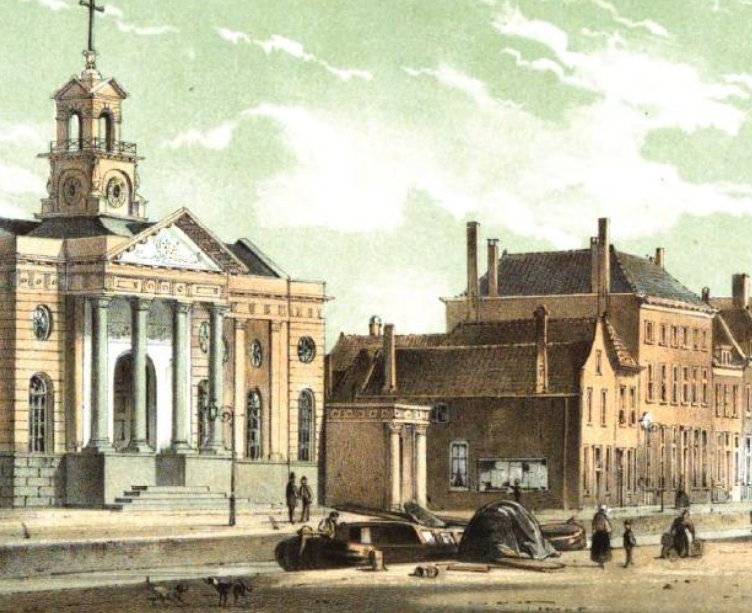
Het huis in 1858, rechts van de toenmalige Sint-Jozefkerk

In de 18e eeuw werd het pand verkocht aan Pieter Tijsman, die het pand grondig vernieuwde. Zo is hij verantwoordelijk voor de klokgevel en de interieurbetimmeringen die anno 2020 noch zichtbaar zijn.  Tijsman opende er een winkel in linnen en katoen. Na zijn dood in 1801 bleef het huis in gebruik als huurwoning voor ambachtslieden en particulieren, tot het in 1853 opnieuw in kerkelijke handen viel. Het gebouw werd eind 19e en begin 20e eeuw nogmaals gerenoveerd en onderging verschillende verbouwingen. In 1995 werd het pand aangepast voor kantoorgebruik, waarbij enkele originele elementen uit de 18e eeuw weer tevoorschijn gekomen zijn.